# Lepidocephalichthys

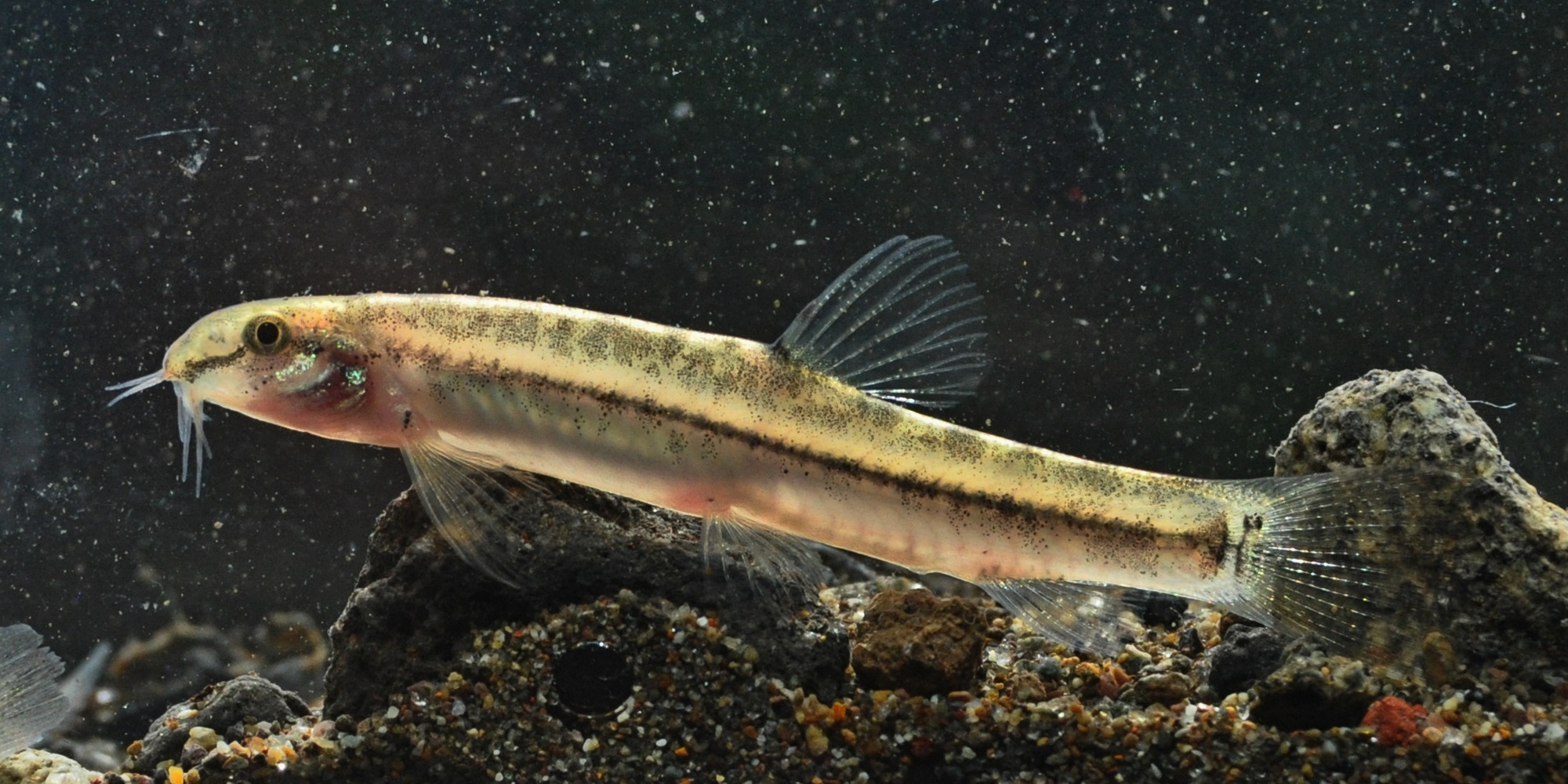
Lepidocephalichthys hasselti

Lepidocephalichthys (altgriechisch λεπίς lepís, deutsch ‚Schuppe‘, κεφαλή kephalē, deutsch ‚Kopf‘, ἰχθύς ichthys, deutsch ‚Fisch‘) ist eine Fischgattung aus der Familie der Steinbeißer (Cobitidae). Die bodenlebenden Süßwasserfische kommen in Pakistan, Indien, Bangladesch, Sri Lanka, Südchina und Südostasien, einschließlich des westlichen Indonesien vor.
Sie leben in den unterschiedlichsten Habitaten, in Sümpfen, Tümpeln, Seen, Reisfeldern, aber auch in fließenden Bergbächen.

## Merkmale
Lepidocephalichthys-Arten besitzen langgestreckten, schlanken Körper, der seitlich stark abgeflacht ist, aber nicht so aalförmig wie bei den Dornaugen ist. Ihre Länge beträgt je nach Art 3,3 bis 8 Zentimeter. Von der nah verwandten Gattung Lepidocephalus, zu der sie von einigen Autoren als Untergattung gerechnet werden, unterscheiden sie sich durch die fehlenden Schuppen auf der Kopfoberseite und die weiter vorn angeordnete Rücken- und Bauchflossen. Das Maul wird von drei Bartelpaare umgeben. Bei den meisten Lepidocephalichthys-Arten lassen sich die Geschlechter unterscheiden. Bei einigen sind bei den Männchen der siebte und achte Flossenstrahl der Brustflossen verdickt und zusammengewachsen und bilden eine vertikal stehende Knochenplatte, bei anderen ist der zweite Brustflossenstrahl verdickt und gesägt. Wozu diese besondere veränderten Brustflossenstrahlen dienen, ist unbekannt. Möglicherweise werden sie bei der Paarung benutzt.
Die meisten Arten sind bräunlich marmoriert oder gefleckt, mindestens eine Art (Lepidocephalichthys lorentzi) besitzt eine Balkenzeichnung ähnlich der der nicht einfarbigen Dornaugenarten.

## Arten
- Lepidocephalichthys alkaia Havird & Page, 2010
- Lepidocephalichthys annandalei Chaudhuri, 1912
- Lepidocephalichthys arunachalensis (A. K. Datta & Barman, 1984)
- Lepidocephalichthys berdmorei (Blyth, 1860)
- Lepidocephalichthys birmanicus (Rendahl, 1948)
- Lepidocephalichthys eleios Kottelat, 2017
- Lepidocephalichthys furcatus (de Beaufort, 1933)
- Lepidocephalichthys guntea (F. Hamilton, 1822)
- Lepidocephalichthys hasselti (Valenciennes, 1846)
- Lepidocephalichthys irrorata Hora, 1921
- Lepidocephalichthys jonklaasi (Deraniyagala, 1956)
- Lepidocephalichthys kranos Havird & Page, 2010
- Lepidocephalichthys lorentzi (M. C. W. Weber & de Beaufort, 1916)
- Lepidocephalichthys manipurensis Arunkumar, 2000
- Lepidocephalichthys micropogon (Blyth, 1860)
- Lepidocephalichthys sandakanensis (Inger & P. K. Chin, 1962)
- Lepidocephalichthys thermalis (Valenciennes, 1846)
- Lepidocephalichthys tomaculum Kottelat & K. K. P. Lim, 1992
- Lepidocephalichthys zeppelini Havird & Tangjitjaroen, 2010